# Плетерје (Кидричево)
Плетерје (словен. Pleterje) је насељено место у општини Кидричево, Подравска регија, Словенија.

## Историја
До територијалне реорганизације у Словенији било је у саставу старе општине Птуј.

## Становништво
У попису становништва из 2011. године, Плетерје је имало 238 становника.
| Број становника према пописима | Број становника према пописима | Број становника према пописима |
| ------------------------------ | ------------------------------ | ------------------------------ |
| 1991                           | 2002                           | 2011                           |
| 265                            | 262                            | 238                            |

Напомена: Године 1952. настала спајањем насеља Згорње Плетерје и Сподње Плетерје, која су укинута.